# Syrma
Syrma (ι Virginis / ι Vir / 99 Virginis) es una estrella en la constelación de Virgo de magnitud aparente +4,10. Su nombre proviene del griego Surma, utilizado por el astrónomo Claudio Ptolomeo para designar a esta estrella situada en la cola de la toga de la virgen.
Junto a κ Virginis y φ Virginis, Syrma aparece mencionada en la primera traducción árabe del Syntaxis con el nombre de h-imar, «falda». Las tres estrellas formaban la decimotercera mansión lunar árabe denominada Al Ghafr, «la cubierta».
Syrma es una subgigante amarilla de tipo espectral F7IV con una temperatura efectiva de aproximadamente 6115 K.
Con una luminosidad 9 veces mayor que la del Sol, la medida de su diámetro angular —1,13 milisegundos de arco— da como resultado un diámetro 3,4 veces más grande que el solar, confirmando su estatus de subgigante.
Gira sobre sí misma con una velocidad de rotación proyectada de 15 km/s, completando una vuelta en menos de 7,71 días.
Posee actividad magnética y tiene una caliente corona exterior —no muy distinta de la que tiene el Sol— cuya temperatura se estima entre 2 y 8 millones K.
Syrma posee una metalicidad inferior a la del Sol, con una abundancia relativa de hierro equivalente al 78% de la solar. 
Tiene una masa de 1,5 masas solares y su edad se estima en unos 2500 millones de años.
Parece ser ligeramente variable con una fluctuación en su brillo de 0,05 magnitudes y cuyo período, si bien es desconocido, puede ser del orden de un día, en la línea de las variables Gamma Doradus.
Se encuentra a 69,8 años luz del sistema solar.